# 石川賢 (1960年生の投手)
石川 賢（いしかわ まさる、1960年5月21日 - ）は、山梨県東山梨郡牧丘町（現：山梨市）出身の元プロ野球選手（投手）。

## 経歴
中学時代は野球部所属の傍ら、陸上部でも活躍し、走高跳で県大会優勝。日川高校では1年秋から主戦投手となる。1976年秋季関東大会に進出、1回戦で作新学院に敗れるが、好投手として注目される。1977年夏の県大会は準決勝で塩山商に敗れる。秋は県大会3位で明治神宮大会に出場すると初戦を完投勝利した。1978年の夏の甲子園にエース、四番打者として出場。2回戦（初戦）でPL学園の西田真次と投げ合うが敗退。早大への進学を希望するもセレクションに通らず、卒業後は一般入学で日本大学に進学。東都大学野球リーグでは1年秋に二部で最優秀投手。1981年秋季も二部で最優秀投手となり、入替戦で長冨浩志がエースの国士舘大を破り、翌年の一部昇格を果たす。2学年下に和田豊がいた。
1982年のドラフト1位でロッテオリオンズに入団。一年目から一軍に定着。
1984年はオールスターゲームにも出場し、15勝4敗で最高勝率のタイトルを獲得。しかし翌年から右肩や右肘の故障に泣き、成績は低迷の一途を辿る。それについて本人は一年目から即戦力として一軍で投げさせて貰い、二年目でオールスター戦出場と勝率一位となると「プロの世界とは所詮、こんなものなのか」と油断をしてしまったことが一因となったと考えている。
1987年11月、堀井恒雄・小山昭晴との交換で大洋に移籍。
1988年は中継ぎ要員として活躍したが、右肘の故障が再発し再び不振に陥る。
1991年にはイースタンリーグで二冠に輝くも、同年11月に島田直也との交換で日本ハムに移籍。
1993年には4年ぶりの白星を挙げたものの、それ以上の目立つ活躍は無く、同年オフに現役引退。本人はその頃、それによる寂しさよりも安堵感の方が勝っていたという。
1998年に東京学参へ入社した。
選手情報欄では、打席は「右打」となっているが、「両打」で登録されていたシーズンもある。
現在は教員免許を取得し、埼玉平成高等学校にて教鞭を執っているが、2013年7月29日、日本学生野球協会により学生野球資格の回復が承認された。これにより同校野球部の指導者となることが可能となり、同年8月より監督に就任した。

## 詳細情報

### 年度別投手成績
| 年 度     | 球 団     | 登 板 | 先 発 | 完 投 | 完 封 | 無 四 球 | 勝 利 | 敗 戦 | セ 丨 ブ | ホ 丨 ル ド | 勝 率 | 打 者 | 投 球 回 | 被 安 打 | 被 本 塁 打 | 与 四 球 | 敬 遠 | 与 死 球 | 奪 三 振 | 暴 投 | ボ 丨 ク | 失 点 | 自 責 点 | 防 御 率 | W H I P |
| --------- | --------- | ----- | ----- | ----- | ----- | -------- | ----- | ----- | -------- | ----------- | ----- | ----- | -------- | -------- | ----------- | -------- | ----- | -------- | -------- | ----- | -------- | ----- | -------- | -------- | ------- |
| 1983      | ロッテ    | 18    | 10    | 2     | 0     | 0        | 2     | 6     | 0        | --          | .250  | 341   | 76.0     | 83       | 6           | 39       | 4     | 3        | 34       | 2     | 0        | 44    | 38       | 4.50     | 1.61    |
| 1984      | ロッテ    | 27    | 26    | 10    | 1     | 1        | 15    | 4     | 0        | --          | .789  | 725   | 175.2    | 171      | 23          | 46       | 3     | 3        | 68       | 2     | 0        | 83    | 74       | 3.79     | 1.24    |
| 1985      | ロッテ    | 17    | 13    | 1     | 0     | 0        | 2     | 7     | 0        | --          | .222  | 282   | 58.0     | 97       | 11          | 18       | 0     | 4        | 24       | 4     | 0        | 54    | 48       | 7.45     | 1.98    |
| 1986      | ロッテ    | 6     | 3     | 0     | 0     | 0        | 0     | 2     | 0        | --          | .000  | 80    | 15.2     | 31       | 5           | 5        | 0     | 1        | 5        | 1     | 0        | 15    | 15       | 8.62     | 2.30    |
| 1987      | ロッテ    | 9     | 5     | 0     | 0     | 0        | 1     | 4     | 0        | --          | .200  | 106   | 21.2     | 31       | 6           | 9        | 0     | 2        | 7        | 0     | 0        | 23    | 17       | 7.06     | 1.85    |
| 1988      | 大洋      | 44    | 0     | 0     | 0     | 0        | 1     | 0     | 0        | --          | 1.000 | 276   | 65.2     | 69       | 2           | 19       | 3     | 4        | 28       | 0     | 0        | 24    | 20       | 2.74     | 1.34    |
| 1989      | 大洋      | 10    | 0     | 0     | 0     | 0        | 0     | 1     | 0        | --          | .000  | 65    | 14.2     | 19       | 4           | 6        | 0     | 0        | 7        | 0     | 0        | 12    | 9        | 5.52     | 1.70    |
| 1990      | 大洋      | 8     | 0     | 0     | 0     | 0        | 0     | 0     | 0        | --          | ----  | 36    | 9.1      | 8        | 0           | 1        | 0     | 0        | 6        | 0     | 0        | 3     | 3        | 2.89     | 0.96    |
| 1992      | 日本ハム  | 8     | 0     | 0     | 0     | 0        | 0     | 1     | 0        | --          | .000  | 54    | 10.1     | 20       | 4           | 3        | 0     | 0        | 5        | 1     | 0        | 14    | 14       | 12.19    | 2.23    |
| 1993      | 日本ハム  | 15    | 0     | 0     | 0     | 0        | 1     | 0     | 0        | --          | 1.000 | 93    | 19.0     | 24       | 5           | 16       | 0     | 0        | 6        | 1     | 0        | 13    | 11       | 5.21     | 2.11    |
| 通算:10年 | 通算:10年 | 162   | 57    | 13    | 1     | 1        | 22    | 25    | 0        | --          | .468  | 2058  | 466.0    | 553      | 66          | 162      | 10    | 17       | 190      | 11    | 0        | 285   | 249      | 4.81     | 1.53    |

- 各年度の太字はリーグ最高

### タイトル
- 最高勝率：1回 （1984年）

### 記録
初記録
- 初登板・初先発登板・初完投・初勝利・初先発勝利・初完投勝利：1983年7月12日、対南海ホークス14回戦（川崎球場）、9回2失点
- 初奪三振：同上、1回表に池之上格から
- 初完封勝利：1984年7月11日、対日本ハムファイターズ15回戦（川崎球場）

その他の記録
- オールスターゲーム出場：1回 （1984年）

### 背番号
- 18 （1983年 - 1987年）
- 11 （1988年 - 1991年）
- 30 （1992年 - 1993年）